# 1942 في بيرو
فيما يلي قوائم الأحداث التي وقعت خلال عام 1942 في بيرو.

## رياضة
- 1 يناير – الدوري البيروفي لكرة القدم 1942 الفائز سبورت بويز.

## مواليد

### يناير
- 1 يناير – خورخي بينيتيز لاعب كرة قدم من الولايات المتحدة الأمريكية.

### فبراير
- 17 فبراير – لويس ألفا كاسترو سياسي بيروفي.

### أبريل
- 11 أبريل – خوليو ميلينديز لاعب كرة قدم بيروفي.

### مايو
- 31 مايو – إلوي كامبوس لاعب كرة قدم بيروفي.

### أغسطس
- 2 أغسطس – إيزابيل الليندي كاتبة تشيلية.

### ديسمبر
- 27 ديسمبر – أنطونيو سيسنيروس شاعر بيروفي.

## وفيات

### يونيو
- 18 يونيو – دانيال ألوميا روبليس (مواليد 1871)